# 千田川熊藏
千田川 熊藏（せんだがわ くまぞう、1792年 - 1828年2月22日(文政11年1月8日)）は、大坂相撲・朝日山部屋、真鶴部屋、玉垣部屋に所属した大相撲力士。第99代大関。のち千田川吉藏。本名は目良 熊吉（吉藏）。紀伊国牟婁郡（現在の和歌山県田辺市）出身。188cm、体重不明。最高位は西大関。

## 経歴
大坂相撲を経て、1814年11月に関脇格で江戸相撲に加入、紀州藩の抱えであった。翌場所には大関に上がった。大関から陥落して2場所後に、四股名を千田川吉藏に改めた。以後も三役、上位で実力を発揮したが病に倒れ、1823年2月以降土俵を離れた。1828年に現役力士のまま死去した。

## 成績（江戸相撲）
- 幕内16場所57勝36敗38休5分預15無勝負

### 場所別成績
| 1814年 | x                     | 西関脇 6–3 1預          |
| 1815年 | 西大関 3–4–1 1預1無   | 西関脇 5–3 2無          |
| 1816年 | 西関脇 4–2–1 1分      | 西関脇 5–3 1分1無       |
| 1817年 | 西小結 2–2–4 2無      | 東小結 6–2 2無          |
| 1818年 | 西関脇 5–3–1 1無      | 東関脇 4–3–2 1無        |
| 1819年 | 東小結 5–2–1 2無      | 西前頭筆頭 3–3–2 1分1無 |
| 1820年 | 西前頭筆頭 3–2 1無    | 東小結 4–4–1 1無        |
| 1821年 | 西小結 0–0–10         | 番付非掲載 不出場       |
| 1822年 | 東前頭2枚目 0–0–10    | 番付非掲載 不出場       |
| 1823年 | 西前頭筆頭 引退 2–0–5 | x                       |
| 各欄の数字は、「勝ち-負け-休場」を示す。 優勝 引退 休場 十両 幕下 三賞：敢=敢闘賞、殊=殊勲賞、技=技能賞 その他：★=金星 番付階級：幕内 - 十両 - 幕下 - 三段目 - 序二段 - 序ノ口 幕内序列：横綱 - 大関 - 関脇 - 小結 - 前頭（「#数字」は各位内の序列） |                       |                         |

## 改名
熊野潟(大坂相撲)→千田川熊藏(江戸相撲)→千田川吉藏(1816年3月場所-)